# J́
La J con acento agudo (Mayúscula: J́ minúscula: j́), fue un grafema utilizado en la romanización del alfabeto yakuto y karosti. A veces se utiliza en el neerlandés en la letra acentuada ij (junto con la í) para indicar el acento de la sílaba. Esta es la letra J diacritizada con un  acento agudo.

## Uso
En ISO 9, la J con acento agudo ‹ j́ › translitera la ye barrada ‹ Ј̵, ј̵ › usado en Yakuto en el siglo XIX.

En holandés, la J con acento agudo se utiliza para indicar el acento tónico con la i con acento agudo en el dígrafo ij . Este dígrafo 'íj́' podría usarse para vocales largas con énfasis; Desde la ortografía neerlandesa estandarizada de 1996, este dígrafo puede representar vocales largas o cortas con énfasis. Sin embargo, por razones técnicas, generalmente se omite el acento agudo de j: 'íj'.

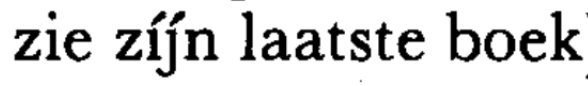
El j acento agudo en la revista De Tweede Ronde, 1982.
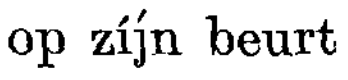
El j acento agudo en la revista Taal en Tongval en 1986.

## Codificación
La J con acento agudo se puede representar con los siguientes caracteres unicode:
| forma     | representación | puntos de código | descripción                               |
| --------- | -------------- | ---------------- | ----------------------------------------- |
| Mayúscula | J́              | U+004A U+0301    | Letra mayúscula latina j con acento agudo |
| minúscula | j́              | U+006A U+0301    | letra minúscula latina j con acento agudo |